# Beiqing chengshi
Beiqing chengshi (悲情城市, ciutat malalta) és una pel·lícula dramàtica taiwanesa de 1989 dirigida per Hou Hsiao-hsien, que relata la història d'una família involucrada en l'anomenat "Terror Blanc a Taiwan" que el govern del partit Guomindang va infligir al poble taiwanès després de la seva arribada de la Xina continental a la fi de la dècada de 1940, durant el qual milers de taiwanesos i emigrants van ser afusellats o empresonats. Va ser la primera producció cinematogràfica que va exposar obertament les malifetes comeses pel KMT després de la seva presa de possessió de Taiwan en 1945, i la primera a descriure l'incident del 28 de febrer de 1947, en el qual milers de persones van ser massacrades per membres de l'esmentat partit polític.
va ser la primera de tres pel·lícules taiwaneses a guanyar el prestigiós Lleó d'Or a la Mostra Internacional de Cinema de Venècia, i és considerada l'obra mestra de la carrera de Hou. El film va ser seleccionat per a representar al país asiàtic en la categoria de millor pel·lícula estrangera en la 62a edició dels Premis Óscar, encara que al final no va poder aconseguir la nominació.
És considerada com el primer lliurament d'una trilogia de pel·lícules de Hsiao-Hsien que conten la història de Taiwan, entre les quals s'inclouen Xi meng ren sheng (1993) i Hao nan hao nu (1995). Aquestes pel·lícules són conegudes col·lectivament com la "Trilogia de Taiwan" per crítics i acadèmics.

## Sinopsi
La pel·lícula relata la història de la família Lin en un poble costaner prop de Taipei entre 1945 i 1949, el període posterior al final dels cinquanta anys de domini colonial japonès i anterior a l'establiment d'un govern en l'exili a Taiwan per les forces del partit Kuomintang de Chiang Kai-shek una vegada que l'exèrcit comunista va capturar la Xina continental.
La història inicia el 15 d'agost de 1945, amb la veu de l'emperador Hirohito anunciant la rendició incondicional del Japó. Mentrestant, Lin Wen-heung, amo d'un bar anomenat "Petit Xangai" i el major dels quatre fills de la família Lin, espera el naixement del seu nou fill. Ja havia perdut a un dels seus fills a les Filipines durant la guerra. El quart i més jove dels hereus, Wen-ching, és un fotògraf amb inclinacions esquerranes que va quedar sord després d'un accident de la infància; és molt amic de Hinoe i de la seva germana, Hinomi.
El tercer fill, Lin Wen-leung, torna a Taiwan després de la guerra, però sofreix una crisi nerviosa. Comença a participar en activitats il·legals, incloent el robatori de bitllets japonesos i el contraban de drogues amb els traficants de Xangai. Wen-heung finalment s'assabenta de les seves activitats i el deté, tanmateix, això porta a la màfia de Xangai a organitzar l'empresonament de Wen-leung sotax falsos càrrecs de col·laboració amb els japonesos. Mentre està a la presó, Wen-leung és torturat i sofreix una lesió cerebral que el deixa mentalment lesionat.
Es produeix el incident del 28 de febrer de 1947, en el qual milers de taiwanesos són massacrats per les tropes del Kuomintang. La família Lin segueix els anuncis relacionats amb l'esdeveniment a través de la ràdio, en els quals Chen Yi, el cap executiu de Taiwan, declara la llei marcial per reprimir als dissidents. Els ferits són portats a la clínica del veïnat i Wen-ching i Hinoe són arrestats. En sortir de la presó, Hinoe es dirigeix a les muntanyes per a unir-se a les guerrilles d'esquerra. Wen-ching expressa el seu desig d'unir-se a Hinoe, però aquest el convenç perquè torni i li demani matrimoni a Hinomi.
Un dia, quan Lin Wen-heung està apostant en un casino, esclata una baralla amb un dels xangainencs que prèviament va incriminar Wen-leung. Això porta a l'assassinat de Wen-heung a les mans d'un membre de la màfia. Després del seu funeral, Wen-ching i Hinomi es casen a la seva llar i més endavant tenen un fill. La parella fa costat al grup de resistència de Hinoe, però les forces guerrilleres són derrotades i executades. Se les arreglen per a informar a Wen-ching del fet i animar-li a escapar, però Hinomi conta més tard que no tenien cap lloc on anar. Com a resultat, Wen-ching és aviat arrestat pel Kuomintang per la seva participació en el grup guerriller.

## Repartiment

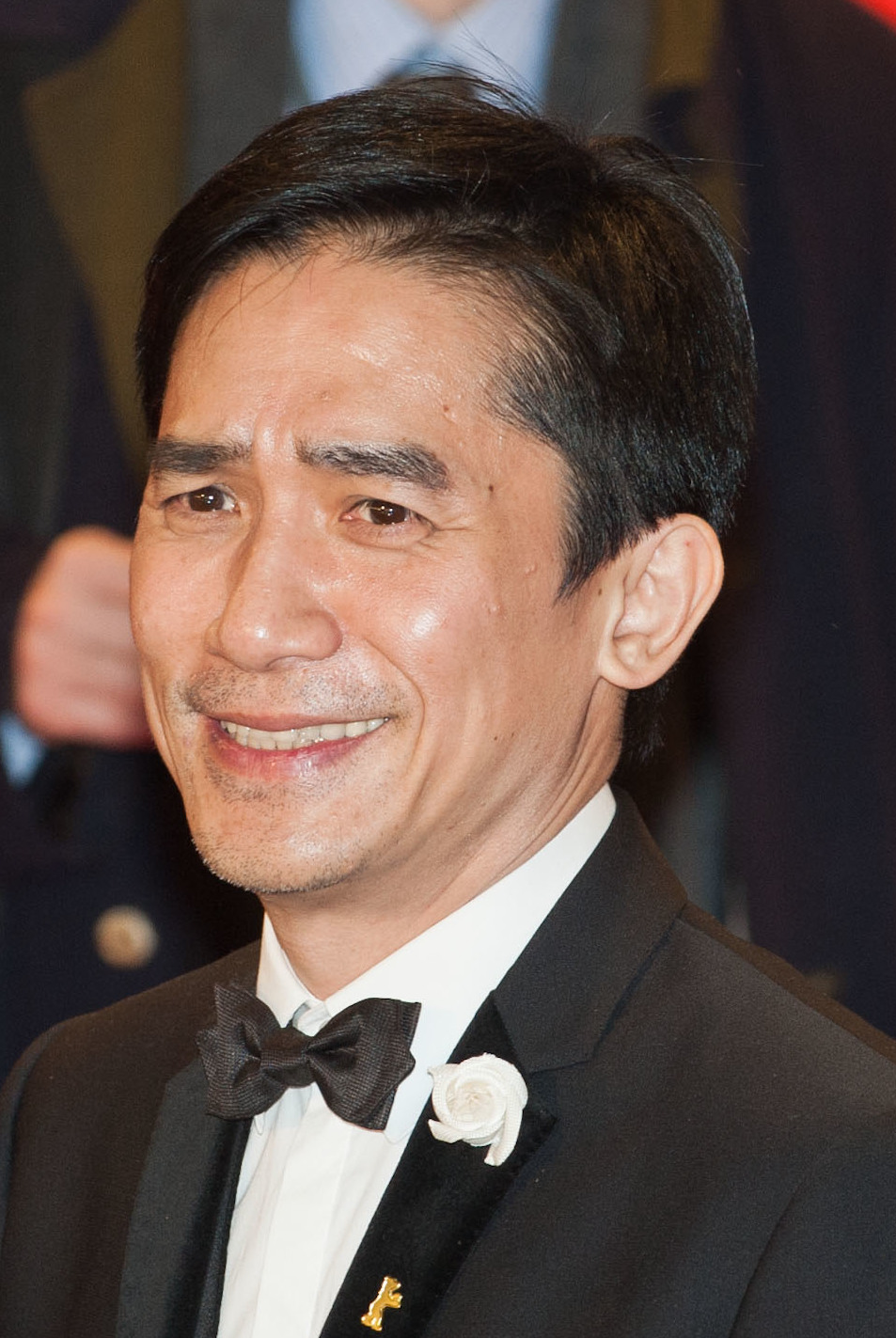
L'actor Tony Leung interpreta el paper principal a la pel·lícula

- Tony Leung és Lin Wen-ching
- Chen Sung-young és Lin Wen-heung
- Jack Kao és Lin Wen-leung
- Li Tian-lu és Lin Ah-lu
- Xin Shufen és Hinomi
- Wu Yi-fang és Hinoiei
- Nakamura Ikuyo és Shizuko
- Jan Hung-tze és el señor Lin
- Wu Nien-jen és el señor Wu

## Recepció
En el lloc especialitzat en ressenyes cinematogràfiques Rotten Tomatoes, la pel·lícula té actualment un 100% d'aprovació. Richard Brody de The New Yorker va afirmar: "Beiqing chengshi transmet la intensa lluita personal del director en la cruïlla de la història a gran escala i de la memòria privada; amb una ironia molt amarga, descriu el naixement d'una nació al preu de la dissolució d'una família". Per part seva, Dave Kehr de Chicago Tribune va expressar que "Beiqing chengshi és una gran pel·lícula que es veurà mentre hi hagi gent que es preocupi pel cinema com un art".

## Premis i nominacions
- 46a Mostra Internacional de Cinema de Venècia
  - Guanyador: Lleó d'Or[6]
  - Guanyador: Premi UNESCO
- 1989 Premis de Cinema Golden Horse
  - Guanyador: Millor director – Hou Hsiao-hsien
  - Guanyador: Millor actor protagonista – Sung Young Chen
  - Nominada: Millor pel·lícula
  - Nominada: Millor guió – Chu T’ien-wen, Wu Nien-jen
  - Nominada: Millor muntatge – Liao Ching-song
- 1989 Premis Kinema Junpo
  - Guanyador: Millor pel·lícula en llengua estrangera – Hou Hsiao-hsien
- 1991 Premis de Cinema Mainichi
  - Guanyador: Millor pel·lícula en llengua estrangera – Hou Hsiao-hsien
- 1991 Premis Independent Spirit
  - Nominada: Millor pel·lícula estrangera – Hou Hsiao-hsien
- 1991 Political Film Society
  - Guanyador: Premi especial